# Любовник Большой Медведицы
«Любо́вник Большо́й Медве́дицы» — роман Сергея Песецкого, написанный на польском языке. Действие происходит в Ракове на польско-советской границе в 1922—1925 годах. Написан в польской тюрьме «Святой Крест» в 1935 — автор был осужден за разбой.
В заключении Песецкий узнал о литературном конкурсе и в 1937 году за несколько месяцев написал автобиографический роман. Тираж книги разошелся за пару недель.
Книга стала основной причиной досрочного освобождения автора из тюрьмы и представления в качестве кандидата на соискание Нобелевской премии по литературе.
За два предвоенных года переведена на 18 языков. Единственное художественное произведение, где есть подробное описание довоенной жизни Ракова. Книга 8 раз издавалась в Испании, 14 — в Германии, 22 — в Италии. Описывает и многие эпизоды из жизни Ракова, в котором постоянно находились представители многих разведок мира. Эта книга до сих пор считается лучшим шпионским романом, написанным самим шпионом.
Автор умер в 1964 году от рака. Похоронен в Уэльсе, на могильном камне выбито изображение Большой Медведицы.
Художественный фильм по роману был поставлен в 1972 году итальянскими кинематографистами.
В Италии в 1985 году появилась пятисерийная телевизионная версия.
Роман основан на биографическом материале. Этим романом Песецкий ввел в польскую литературу до этого неизвестные и неописанные общественные и бытовые явления, создал почти документальную летопись жизни приграничного белорусского городка и колоритные образы его жителей-контрабандистов.
Издана на русском в 2014, на белорусском в 2019 и 2020.